# Azerbajdzansche Legion
L'Aserbaidschanische Legion (in italiano Legione azera) fu una delle unità straniere della Wehrmacht che combatterono a fianco dell'esercito tedesco nella seconda guerra mondiale inquadrata nell'Ost-Bataillon. Teatro di operazione della Legione azera fu prima la Polonia e poi, dal settembre 1943, l'Italia e la Slovenia.
La Legione azera venne formata nel dicembre 1941 come Kaukasische-Mohammedanische Legion (Legione Musulmana del Caucaso) e fu riorganizzata nel 1942 in due legioni separate, la Legione del Caucaso settentrionale e la Legione azera. Fu costituita principalmente da ex prigionieri di guerra azeri, ma anche da volontari di altri popoli della zona. Fece parte della Ostlegionen e fu usata per formare la 162° (Turkistan) Infanterie-Division della Wehrmacht nel 1943. Più tardi, alcuni azeri si arruolarono nelle formazioni volontari azere delle Waffen SS.
Facevano parte dell'Azerbajdzansche Legion anche:
- Freiwilligen-Stamm-Regiment 2 (Armeni e Azeri)
- SS-Waffengruppe Aserbeidschan
- Waffen-Gruppe Aserbaijan
- II.Sonderverband Bergmann Battalion

Molti azeri si arruolarono nella legione nella speranza di liberare l'Azerbaijan dai sovietici. Un soldato azero che venne catturato disse ai tedeschi che era antinazista e antibolscevico, e che voleva solo un'opportunità di liberare la propria patria.